# Хирургический шовный материал

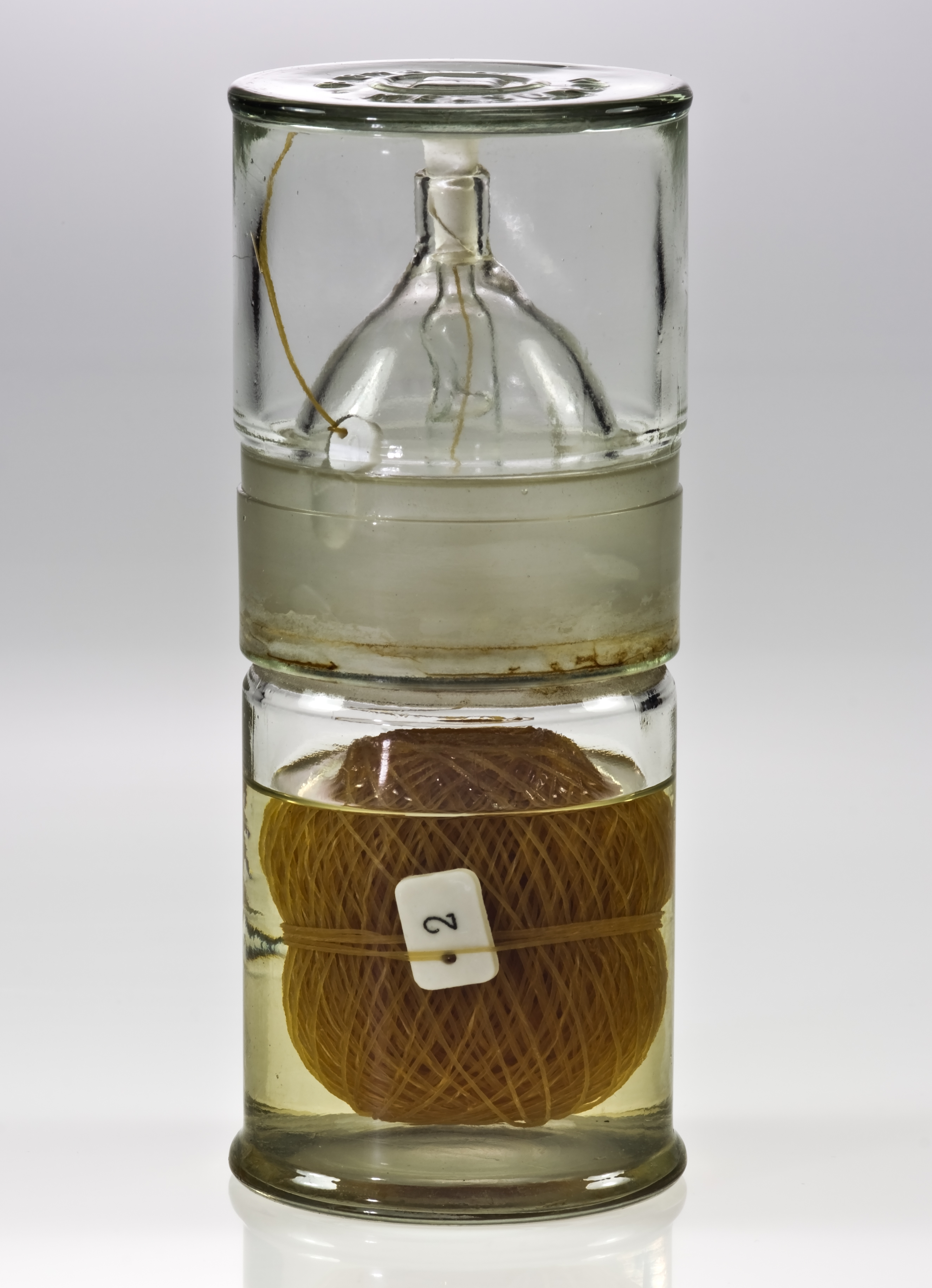
Кетгут толщиной № 2, хранящийся в мотке в спиртовом растворе в специальной стеклянной банке с притёртой крышкой

Хирурги́ческий шо́вный материа́л — нить, применяемая с целью соединения тканей с образованием рубца или эпителизации.

## История
Шовные материалы применяют уже несколько тысячелетий. Первое упоминание о шовном материале найдено за 2000 лет до нашей эры в китайском трактате о медицине. Упомянуты кишечный и кожный швы с использованием нитей растительного происхождения. В древние времена для швов использовали различные материалы: конский волос, хлопок, лоскуты кожи, волокна деревьев и сухожилия животных.
В 175 году до н. э. Гален впервые описал кетгут (англ. cattle gut). Кетгут был получен из подслизистого слоя кишечника коровы. В середине XIX века Джозеф Листер описал методы стерилизации кетгутовых нитей и с тех пор они вошли в широкую практику как единственный материал. Другой современный шовный материал — шёлк. Впервые его применение в хирургии описано в 1050 году. В 1924 году в Германии Херман и Хохль впервые получили поливиниловый спирт, который считают первым синтетическим шовным материалом. В 1927 году в Америке Коротес повторил открытие и назвал полученный материал «нейлоном». В 1930-х годах созданы синтетические шовные материалы: на Западе — капрон (полиамид), а в СССР — лавсан (полиэфир); лавсан тоже является аббревиатурой — лаборатория высокомолекулярных соединений академии наук. Уже в конце 1930-х и 1940-х годах эти материалы начали широко применять в хирургии.
В 1956 году появился принципиально новый материал — полипропилен.
В 1971 году впервые стали применять синтетические рассасывающиеся нити.
В 1965 году А. Щупинский сформулировал требования к современному хирургическому шовному материалу:
1. Простота стерилизации.
2. Инертность.
3. Прочность нити должна превосходить прочность раны на всех этапах её заживления.
4. Надёжность узла.
5. Резистентность к инфекции.
6. Рассасываемость.
7. Удобство в руке, мягкость, пластичность, хорошие манипуляционные свойства, отсутствие памяти нити.
8. Применимость для любых операций.
9. Отсутствие электронной активности.
10. Отсутствие аллергенных свойств.
11. Прочность на разрыв в узле не ниже прочности самой нити.
12. Низкая стоимость.

## Классификация шовных материалов

### По структуре нити
1. Мононить или одноволоконная (монофиламентная) — нить, состоящая из единого цельного волокна. Она имеет гладкую ровную поверхность.
2. Полинить или многоволоконная (полифиламентная), которая бывает кручёной или плетёной.

Эти нити могут быть с покрытием и без него. Многоволоконные нити без покрытия обладают пилящим эффектом.
При протягивании такой нити через ткань, за счёт своей шероховатой, неровной поверхности, она прорезает и травмирует ткань. Это приводит к большему повреждению ткани и к большей кровоточивости в месте прокола. Такие нити с трудом протягиваются через ткань. Чтобы избежать этого эффекта, многие полинити покрывают специальным покрытием, которое придаёт нити гладкую поверхность. Такие нити называют «комбинированными». У многоволоконных нитей существует так называемый «фитильный эффект». Это когда между волокнами плетёной или кручёной нити остаются микропустоты, которые заполняются тканевой жидкостью при нахождении такой нити в ране. Если эта рана — инфицирована, то по этим микропорам микробы могут перемещаться на здоровую, неинфицированную часть ткани, вызывая там воспалительный или нагноительный процесс.
Рассмотрев все вышеизложенные пункты, можно сделать следующий вывод, что моно- и полинити обладают как положительными, так и отрицательными свойствами:
1. Прочность — более прочными на разрыв являются плетёные нити; они также сохраняют большую прочность в узле. Мононить становится менее прочной в области узла. При эндоскопических операциях используют многоволоконные нити. Это связано с тем, что в эндохирургии используют в основном интракорпоральные способы вязания узлов, что предполагает завязывание нити с помощью инструментов. При этом, мононити в месте сдавливания инструментом могут потерять прочность и порваться.
2. Манипуляционные свойства — к манипуляционным свойствам нитей относят: эластичность, гибкость. Эластичность является одним из основных параметров нити. Манипулировать жёсткими нитями хирургу труднее, что приводит к большому повреждению тканей. Опять же, при работе в небольшом операционном поле жёсткая нить, обладая повышенной памятью, клубком собирается в ране, создавая дополнительные трудности хирургу. Многоволоконная нить намного мягче, пластичнее, обладает меньшей памятью. Плетёную нить вяжут меньшим количеством узлов. При протягивании через ткань, мононить проходит легче; при извлечении её из раны, допустим, внутрикожный шов, она не прирастает к тканям и легко извлекается. Плетёная нить за 5—6 дней успевает прирасти к ткани, поэтому извлекать её очень тяжело.
3. С поверхностными свойствами нитей связана и прочность узла. Как правило, чем более гладкая на поверхности нить, тем менее прочен узел на ней. Поэтому на монофиламентных нитях вяжут больше узлов. Кстати, один из пунктов современных требований к шовному материалу — это минимальное количество узлов, необходимое для его надёжности. Ведь любой лишний узел — это инородное тело. Чем меньше узлов, тем меньше реакция воспаления тканей.
4. Биосовместимость или инертность — это способность нити вызывать раздражение тканей. Мононити обладают меньшим раздражительным эффектом. При всех равных условиях, многоволоконная нить будет вызывать большую воспалительную реакцию ткани, чем мононить.
5. Фитильный эффект — это способность нити впитывать в себя содержимое раны. Как мы уже знаем, многоволоконные нити обладают этим эффектом, а мононити — нет. Поэтому, находясь в инфицированной ране, мононити не поддерживают нагноительного процесса.

## Свойства шовного материала
По способности к биодеструкции (рассасыванию в организме) шовный материал делят на:
- рассасывающийся;
- условно рассасывающийся;
- нерассасывающийся.

Рассасывающиеся материалы

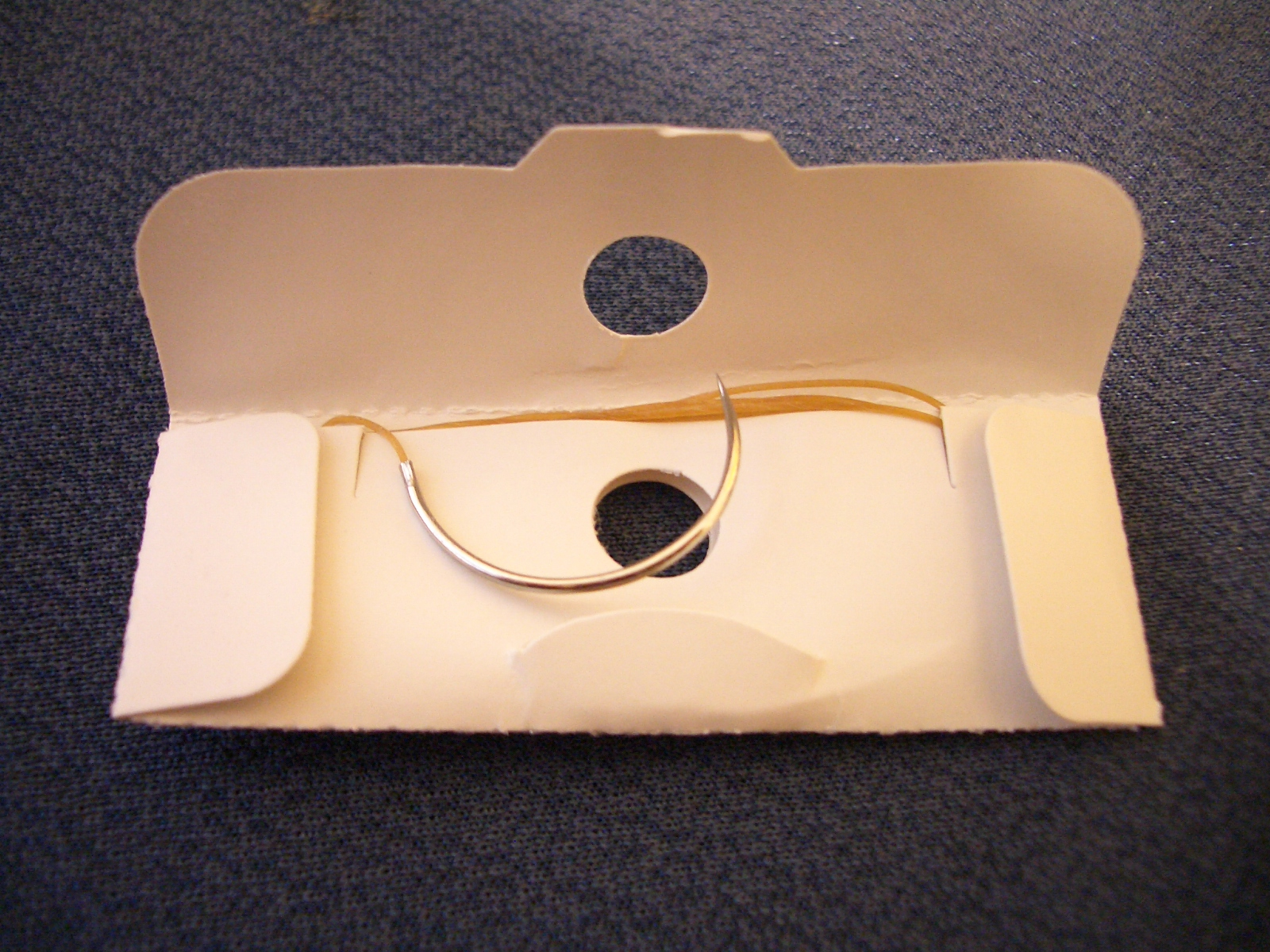
Кетгут в вскрытой упаковке впрессованный в одноразовую иглу (мононить)

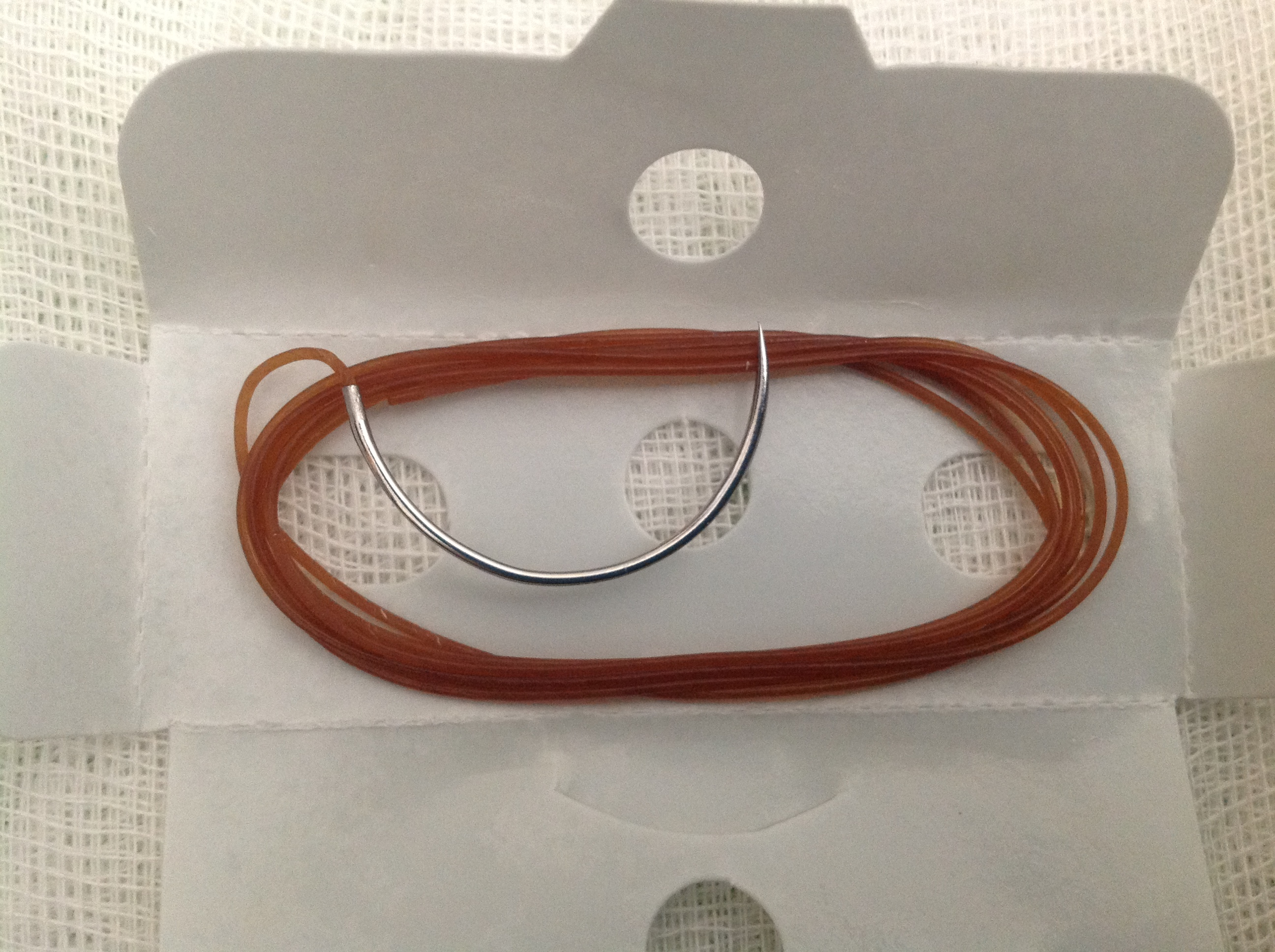
Хромированный кетгут

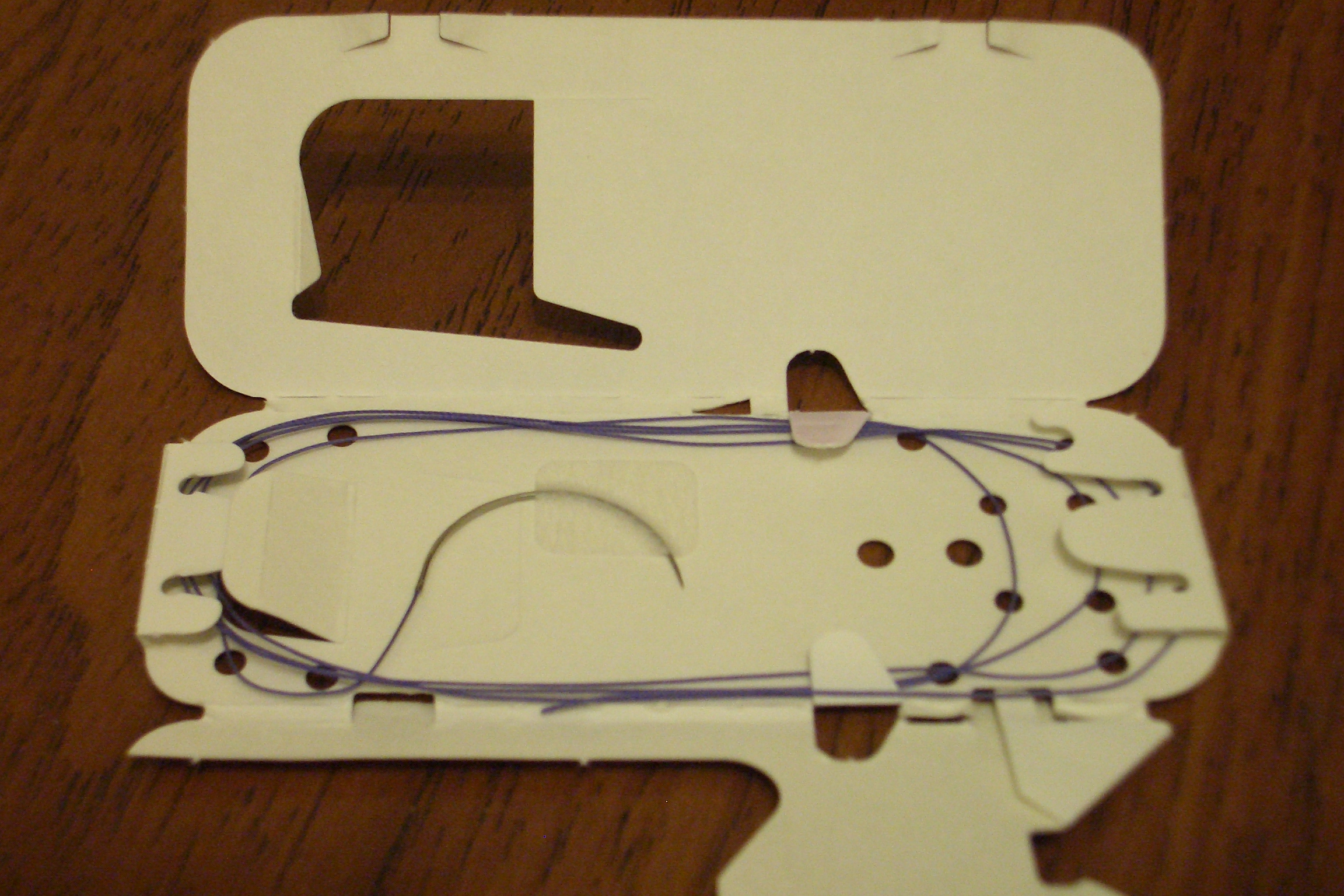
Викриловая хирургическая нить (полинить)

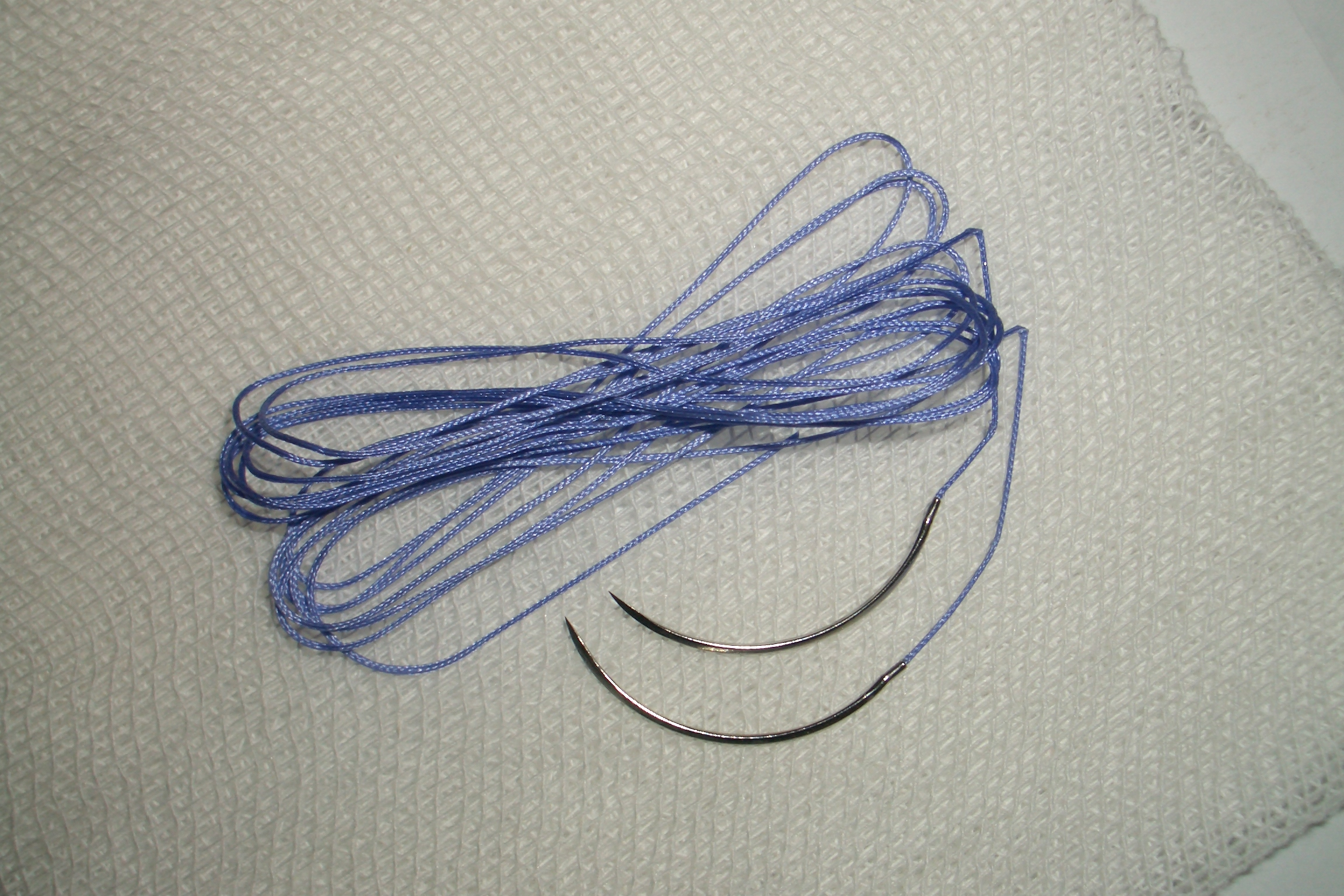
Полигликолид хирургическая нить (полинить)

К рассасывающимся материалам относят кетгуты и синтетические рассасывающиеся нити.
Кетгут простой и кетгут хромированный — это материал натурального происхождения из серозной ткани крупного рогатого или мелкого рогатого скота. У рассасывающихся нитей существуют 2 характеристики по срокам рассасывания:
1. Биологическая прочность или поддержка тканей — срок в течение которого рассасывающая нить находится в организме человека сохраняет ещё 10—20 % от своей первоначальной прочности.
2. Срок полного рассасывания — это то время, которое нужно рассасывающей нити, чтобы полностью раствориться в организме.

Биологическая прочность простого кетгута составляет 7—10 дней; хромированного 15—20 дней. Срок полного рассасывания у простого кетгута 50—70 дней, а у хромированного 90—100 дней. Эти сроки — очень условны, так как рассасывание кетгута в человеческом организме происходит путём его расщепления клеточными протеолитическими ферментами. Поэтому скорость рассасывания кетгута будет зависеть от состояния человека, а также от состояния здоровья того животного, из которого была сделана кетгутовая нить. Нередко встречаются случаи, когда кетгут не рассасывался и через полгода.
К рассасывающимся материалам искусственного происхождения относят нити из полигликолиевой кислоты, полидиаксонона и полигликапрона. Их различают по структуре: моно и полинить, по срокам сдерживания тканей и срокам полного рассасывания. Все фирмы, производящие хирургический шовный материал, делают его из одних и тех же полимеров. Поэтому за основу классификации синтетических рассасывающихся нитей мы возьмём их сроки сдерживания тканей и сроки полного рассасывания:
- Синтетические рассасывающиеся нити короткого срока рассасывания. Это плетёные или монофиламентные нити из производных полигликолиевой кислоты.

Биологическая прочность этих нитей, как и у простого кетгута 7—10 дней, срок полного рассасывания 40—45 дней. Эти нити используют в общей хирургии, в детской хирургии, пластической хирургии, урологии и в любой другой хирургии, где тканям для образования рубца достаточно 7—10 дней. Преимущество этих нитей в их малом сроке рассасывания 40—45 дней. Это достаточно короткий срок, чтобы на этих нитях не образовались мочевые или желчные камни, они — очень хороши для рассасывающегося внутрикожного косметического шва, пациенту не нужно возвращаться к хирургу для удаления нитей
- Синтетические рассасывающиеся нити среднего срока рассасывания, они могут быть плетёными и мононитями. Эту группу нитей чаще других используют в хирургии, так как сроки поддержки тканей у них составляют 21—28 дней — это тот срок, за который образуется рубец у большинства человеческих тканей. Дальше необходимость в нитях отпадает и они через 60—90 дней рассасываются, не оставляя в организме никаких следов. Эти нити применяют в разных областях хирургии. К группе среднего срока рассасывания относят и мононити из полигликапрона или гликомера. Срок сдерживания тканей у этих нитей 18—21 дней, полное рассасывание происходит через 90—120 дней. Эти нити можно использовать в любой хирургии. Их недостаток — в худших манипуляционных свойствах, чем у плетёных рассасывающихся нитей, на них нужно вязать больше узлов
- Третью группу рассасывающихся синтетических нитей представляют нити с длительным сроком рассасывания из полидиаксанона или полигликоната. Это монофиламентные нити. Срок поддержки тканей у них составляет около 40—50 дней. Полное рассасывание через 180—210 дней. Эти нити применяют в общей, торакальной хирургии, в травматологии, в челюстно-лицевой и онкохирургии, а также в любой другой хирургии, где нужна рассасывающаяся нить для поддержки тканей с длительным сроком образования рубца — это хрящевая ткань, апоневрозы, фасции, сухожилия

В последнее время во всём мире кетгут заменяют синтетическими рассасывающимися нитями. Кетгутовая нить является наиболее реактогенной из всех применяемых сейчас нитей — это единственная нить, на которую описана реакция анафилактического шока. Применение кетгутовых нитей можно считать операцией трансплантации чужеродной ткани, так как она сделана из чужеродного белка. Экспериментальными исследованиями доказано, что при ушивании чистой раны кетгутом достаточно ввести в неё 100 микробных тел стафилококка, чтобы вызвать нагноение (обычно в норме необходимо сто тысяч). Кетгутовая нить даже при отсутствии микробов может вызвать асептический некроз тканей. Ранее говорилось о непредсказуемых сроках потери прочности рассасывания кетгута, к тому же, если сравнить нити одинакового диаметра, прочность кетгута меньше, чем синтетических нитей. Кетгут, находясь в ране, вызывает её раздражение, воспаление, что приводит к более длительному её заживлению. Ткань, зашитая синтетической рассасывающейся нитью, заживает быстрее. Давно замечено, что как только хирургическое отделение переходит в работе с кетгута на синтетическую нить, то процент послеоперационных осложнений снижается. Таким образом, в современной хирургии нет показаний для применения кетгута. В то же время некоторые хирурги продолжают его применять и считают кетгут удовлетворительным шовным материалом. В первую очередь, это связано с привычкой хирургов, отсутствие опыта применения синтетических рассасывающихся нитей.
Условно рассасывающиеся материалы

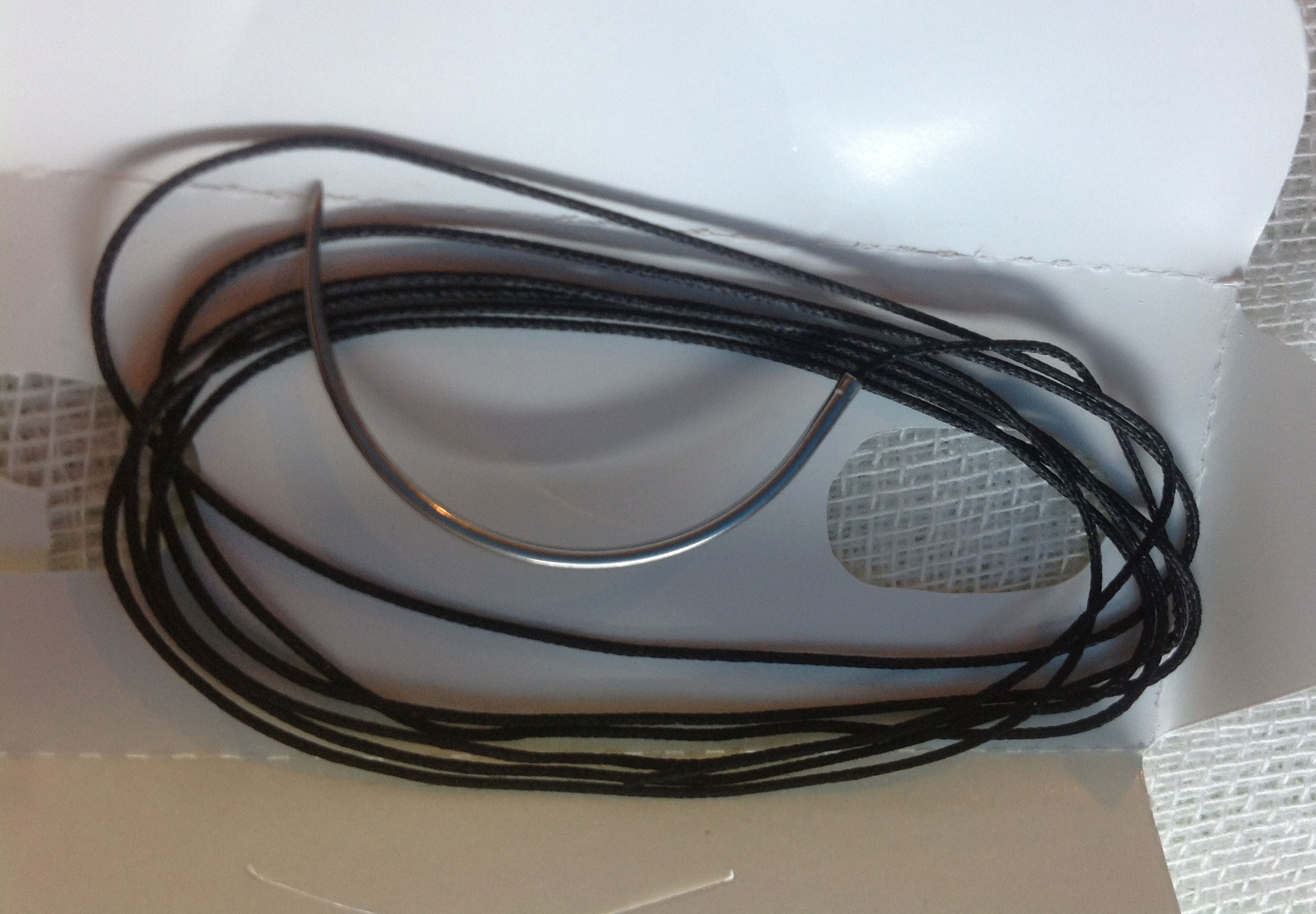
Шёлковая хирургическая нить запрессованная в одноразовую иглу (полинить)

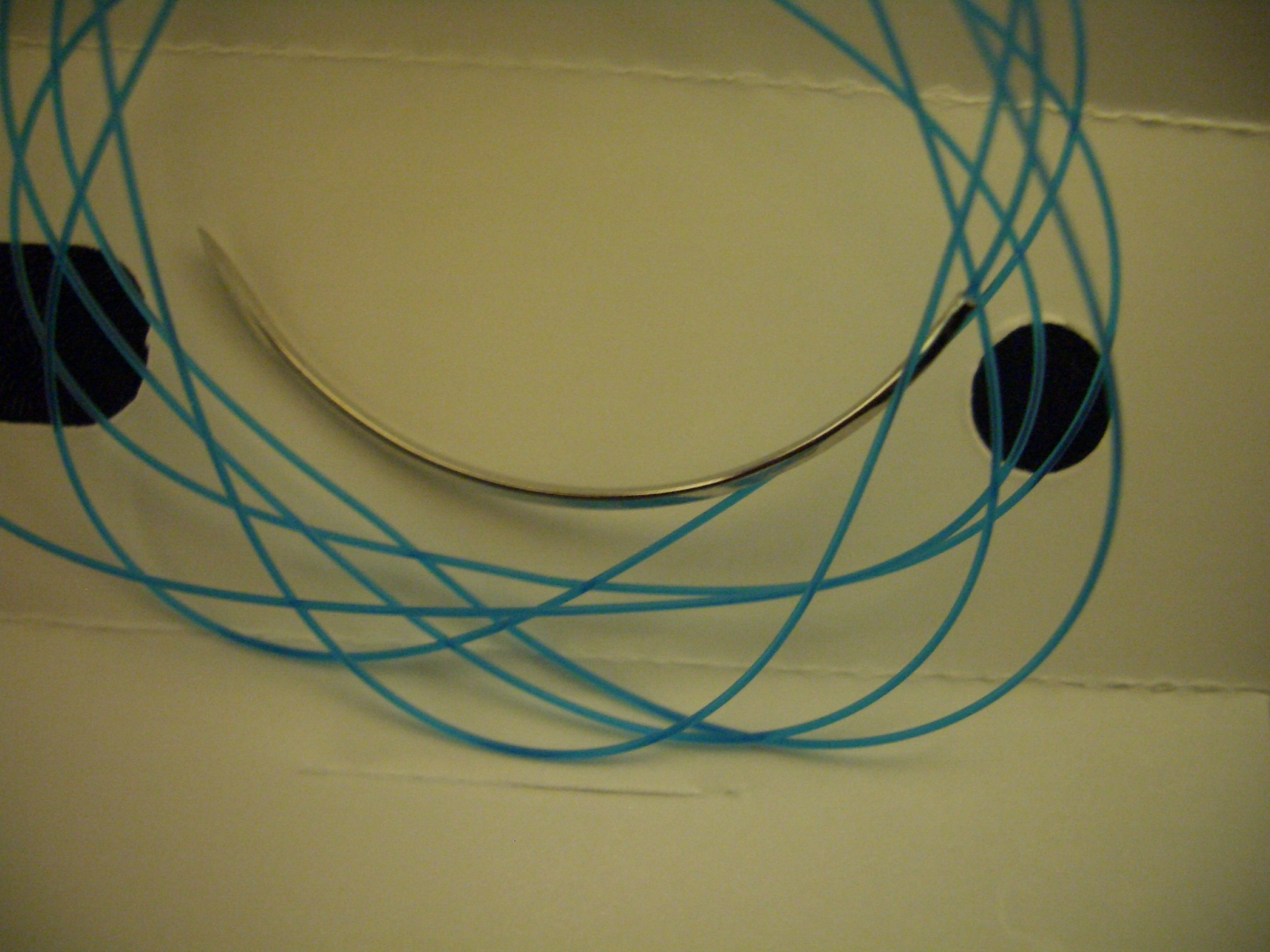
Нейлоновая хирургическая нить запрессованная в иглу (мононить)

К группе условно рассасывающихся относят:
- шёлк;
- полиамиды или капрон;
- полиуретаны.

Шёлк по своим физическим свойствам считают золотым стандартом в хирургии. Он — мягкий, пластичный, прочный, позволяет вязать 2 узла. Однако в связи с тем, что шёлк относят к материалам натурального происхождения, он по своим химическим свойствам сравним только с кетгутом и реакция воспаления на шёлк — лишь только несколько менее выражена, чем на кетгут. Шёлк также вызывает асептическое воспаление, вплоть до образования некрозов. При использовании шёлковой нити в эксперименте оказалось достаточно 10 микробных тел стафилококка, чтобы вызвать нагноение раны. Шёлк обладает выраженными сорбционными и фитильными свойствами, поэтому может служить проводником и резервуаром микробов в ране. Находясь в человеческом организме шёлк рассасывается в течение 6—12 месяцев, что делает невозможным его применение при протезировании, в связи с чем рекомендуется заменять шёлковые нити другим материалом.
Группа полиамидов (капронов) рассасывается в организме в течение 2—5 лет, что во много раз превышает время рубцевания тканей.
Полиамиды — это исторически первые синтетические шовные материалы, химически неподходящие для хирургического шва. Эти нити самые реактогенные среди всех искусственных синтетических нитей, причём реакция тканей носит характер вялотекущего воспаления и длится всё то время, которое нить находится в тканях. Первоначально, полиамид или капрон производили кручёным, затем появились плетёные и монофиламентные нити. По степени воспалительной реакции тканей на эти нити их располагают следующим образом — наименьшая реакция на монофиламентные нити, больше на плетёные, ещё больше на кручёные. Из полиамидов, применяемых в хирургической практике, наиболее распространены монофиламентные нити; стоимость этих нитей — самая низкая.
Эти нити чаще всего применяют для внутрикожного, съёмного, нерассасывающегося шва, для шва сосудов, бронхов, сухожилий, апоневроза, используют в оперативной офтальмологии.
Последний полимер из группы условно рассасывающихся материалов — это полиуретановый эфир. Из всех мононитей он обладает самыми лучшими манипуляционными свойствами. Он — очень пластичен, практически не обладает памятью нити, с ним удобно работать в ране. Это единственная мононить, которую можно вязать 3 узлами. В отличие от полиамидов она не поддерживает в ране воспаления. При возникновении отёка в ране пластичность нити даёт ей возможность не прорезать воспалённую ткань, а при исчезновении отёка эта нить приобретает свою первоначальную длину, что не позволяет краям раны разойтись. Бывает и с приспособлениями (бусинками), которые позволяют не вязать узлы. Эту нить применяют в общей, пластической, сосудистой хирургиях, травматологии, гинекологии.
Нерассасывающиеся материалы
К ним относят:

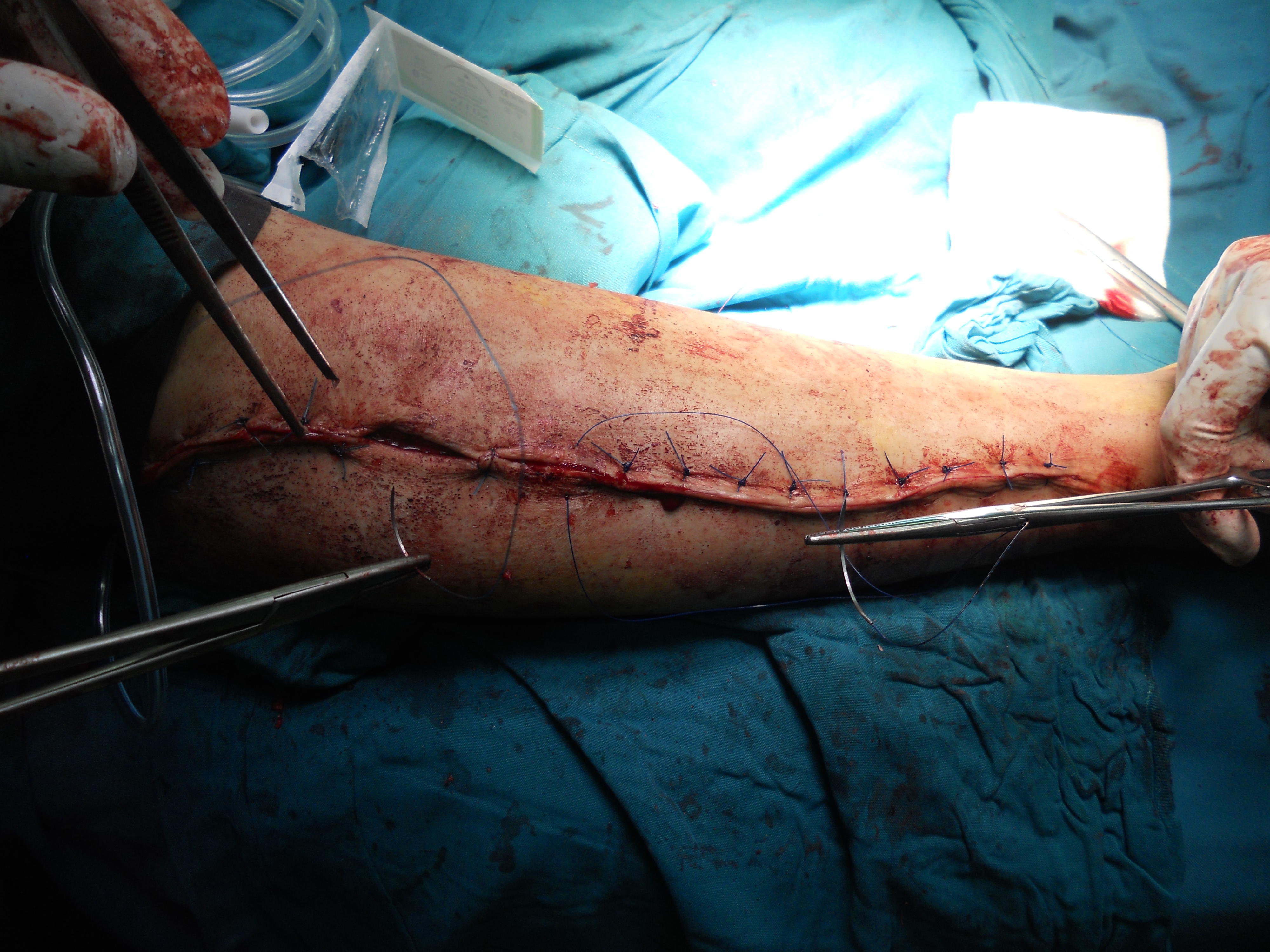
Наложение кожных швов на руке из нерассасывающегося шовного материала

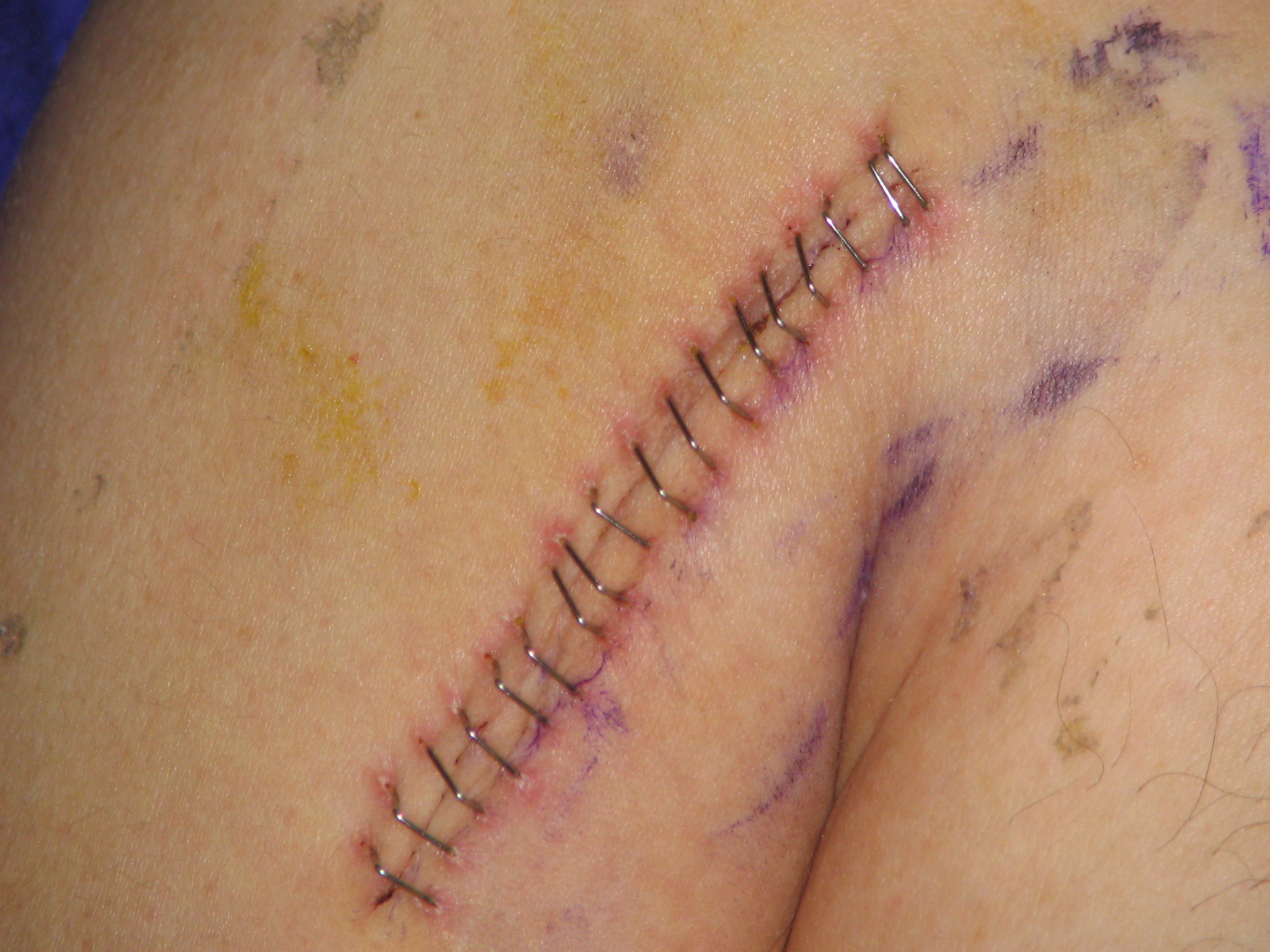
Стягивание краёв раны плеча танталовыми скобами. Накожный шов

- полиэстэры (полиэфиры или лавсаны)
- полипропиленовые (полиолефины)
- группа фторполимерных материалов
- тантал[3][4][5], сталь (нержавеющая, биоинертная), титан[источник не указан 2031 день]

Полиэфирные (полиэстэровые или лавсановые) нити — более инертны, чем полиамиды, вызывают меньшую тканевую реакцию. Нити производят, в основном, плетёнными и отличаются исключительной прочностью, в то же время применение этих нитей в хирургии все больше ограничивают, они тихо исчезают из арсенала хирургов. Связано это как с появлением синтетических рассасывающих нитей, так и с тем, что изначально во всех областях, кроме прочности полиэфиры проигрывают полипропиленам. В настоящее время полиэстеры (полиэфиры) применяют, когда необходимо сшить ткани, длительное время находящиеся после операции под натяжением и при этом нужна максимально прочная и надёжная нить, а также в тех случаях, когда нерассасывающаяся нить нужна в эндохирургии.
Эти нити применяют в кардиохирургии, травматологии, ортопедии в общей хирургии и в любой другой хирургии, где нужна прочная нерассасывающаяся нить. Вторая группа — это полипропилены (полиолефины). Этот материал выпускают только в виде мононитей из всех вышеперечисленных полимеров эти нити — наиболее инертны к тканям человека, реакция тканей на полипропилены практически отсутствует, поэтому их можно применять в инфицированных тканях или не удалять, если рана нагноилась, кроме того их применяют в тех случаях, когда даже минимальная реакция воспаления — нежелательна, а также у больных со склонностью образования келоидного рубца. Применение этих нитей никогда не приводит к образованию лигатурных свищей.
Нити этой группы обладают только 2 недостатками — они не рассасываются и они обладают худшими манипуляционными свойствами, чем плетёные нити; их вяжут большим количеством узлов. Область применения этих нитей — кардиососудистая хирургия, общая хирургия, торакальная хирургия, онкология, травматология и ортопедия, оперативная офтальмология и любая другая хирургия, где нужна прочная не вызывающая воспалительную реакцию не рассасывающаяся мононить.
К третьей группе нерассасывающихся нитей относят фторполимеры. Это последние научные разработки всех фирм в области полимеров, из которых делают хирургический шовный материал. Учёными было замечено, если к полимеру добавить фторсодержащий компонент, то материал приобретает большую прочность, становится более гибким, пластичным. Эти нити обладают теми же свойствами и применяют в тех же операциях, где и нити группы полипропиленов. Единственная разница, что эти нити — более мягкие, пластичные, их можно вязать меньшим количеством узлов.
Последний материал из группы нерассасывающихся нитей — металлы (сталь и титан). Сталь может быть как в виде мононити, так и плетёной. Стальную мононить используют в общей хирургии, травматологии и ортопедии, плетёную — в кардиохирургии для изготовления электрода для временной кардиостимуляции.

## Способы соединения нити с иглой
Запрессование нити в одноразовую иглу при производстве
Существуют несколько способов соединения нити с иглой. Наиболее распространённый — это когда иглу сверлят лучом лазера, в отверстие вставляют нить и обжимают. Этот метод — более надёжен, так как максимально сохраняет прочность иглы и прочность соединения «игла-нить». Некоторые производители делают так: иглу в области основания просверливают, разрезают вдоль, разворачивают, вставляют внутрь нить и вокруг нити завальцовывают, при этом в месте соединения «игла-нить» получается слабое место, в котором игла может изгибаться и ломаться, а в месте соединения двух краев иглы иногда образуется заусенец, травмирующий ткань при прокалывании иглой. Прочность соединения «игла-нить» при такой технологии страдает. Это приводит к более частому отрыву нити от иглы при протягивании через ткань.
Способы вдевания нити в ушко хирургической иглы
В настоящее время всё ещё существуют многоразовые травматичные иглы, где нить вдевают в ушко иглы. При прохождении такой нити через ткань, создаётся грубый раневой канал, который значительно превышает диаметр нити. Из такого канала намного больше кровит, по нему чаще развивается воспаление тканей, такие раны дольше заживают.
Согласно данным В. В. Юрлова при переходе при наложении толстокишечных анастомозов от неатравматичной иглы и кручёного капрона к атравматичному монофиламентному шовному материалу снижается частота развития несостоятельности анастомозов с 16,6 % до 1,1 %, а летальность с 26 % до 3 %.

## Классификация игл для сшивания
Хирургические шовные иглы по прокалывающим способностям делят на:
- цилиндрические (колющие);
- цилиндрические с режущим наконечником (таперкат);
- цилиндрические с притупленным наконечником;
- треугольные (режущие);
- треугольные внутренней резки (обратнорежущие);
- треугольные с наконечником предельной точности.

Классифицируют их и по крутизне изгиба: 1/2 окр., 5/8 окр., 3/8 окр., 1/4 окр.

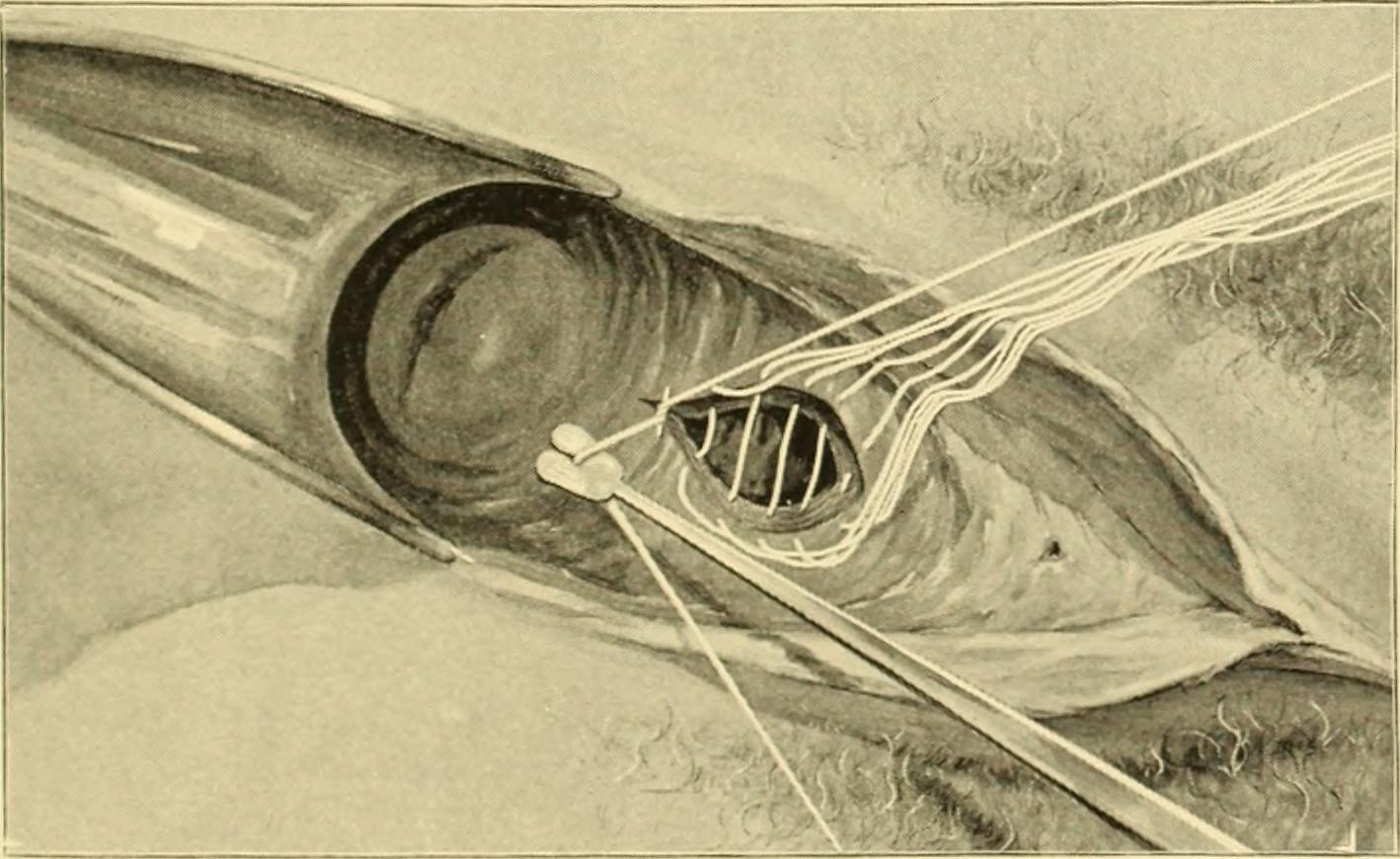
6 швов, накладываемых на переднюю стенку влагалища
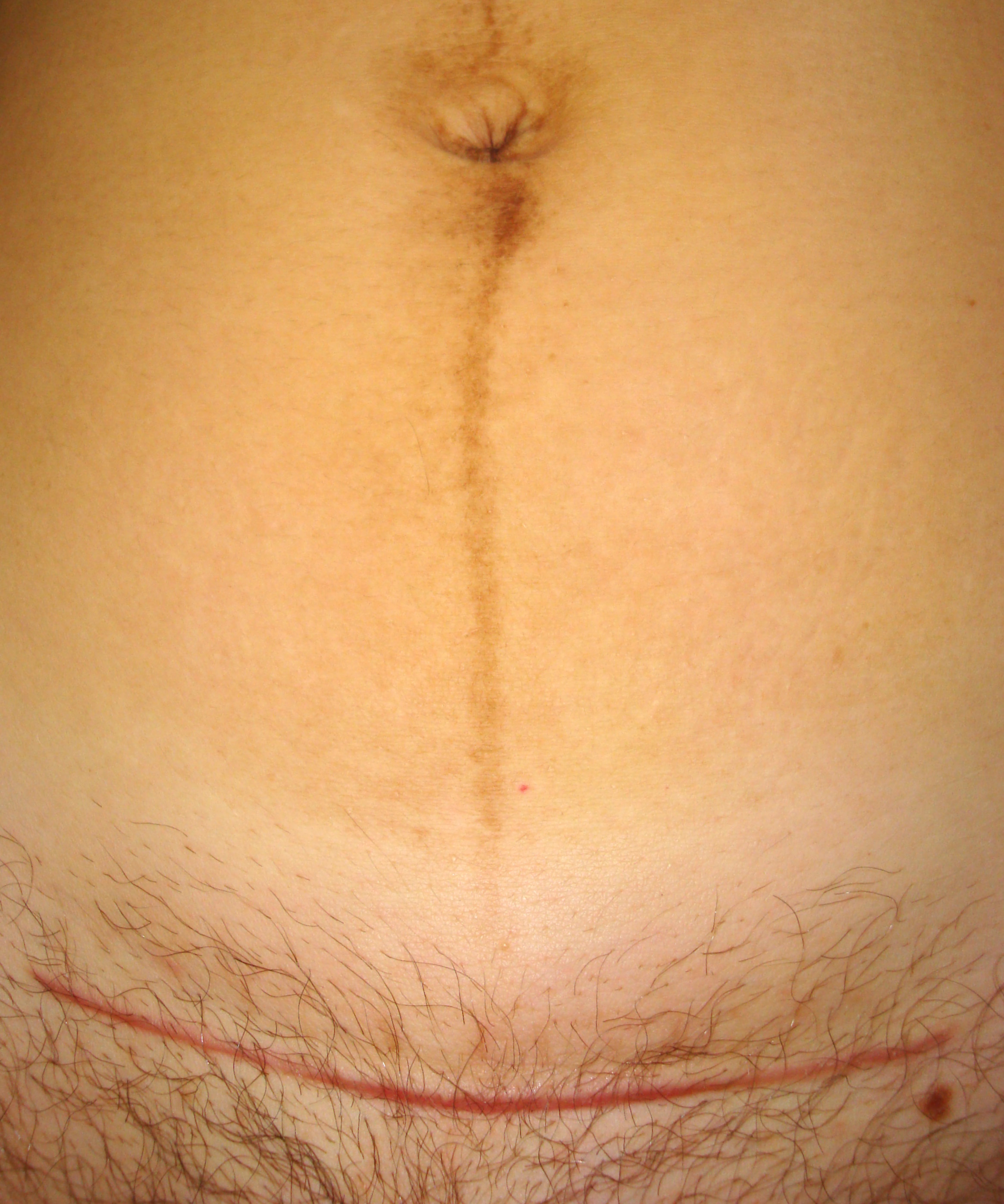
Рубец (снизу) после косметического шва кожи после кесарева сечения
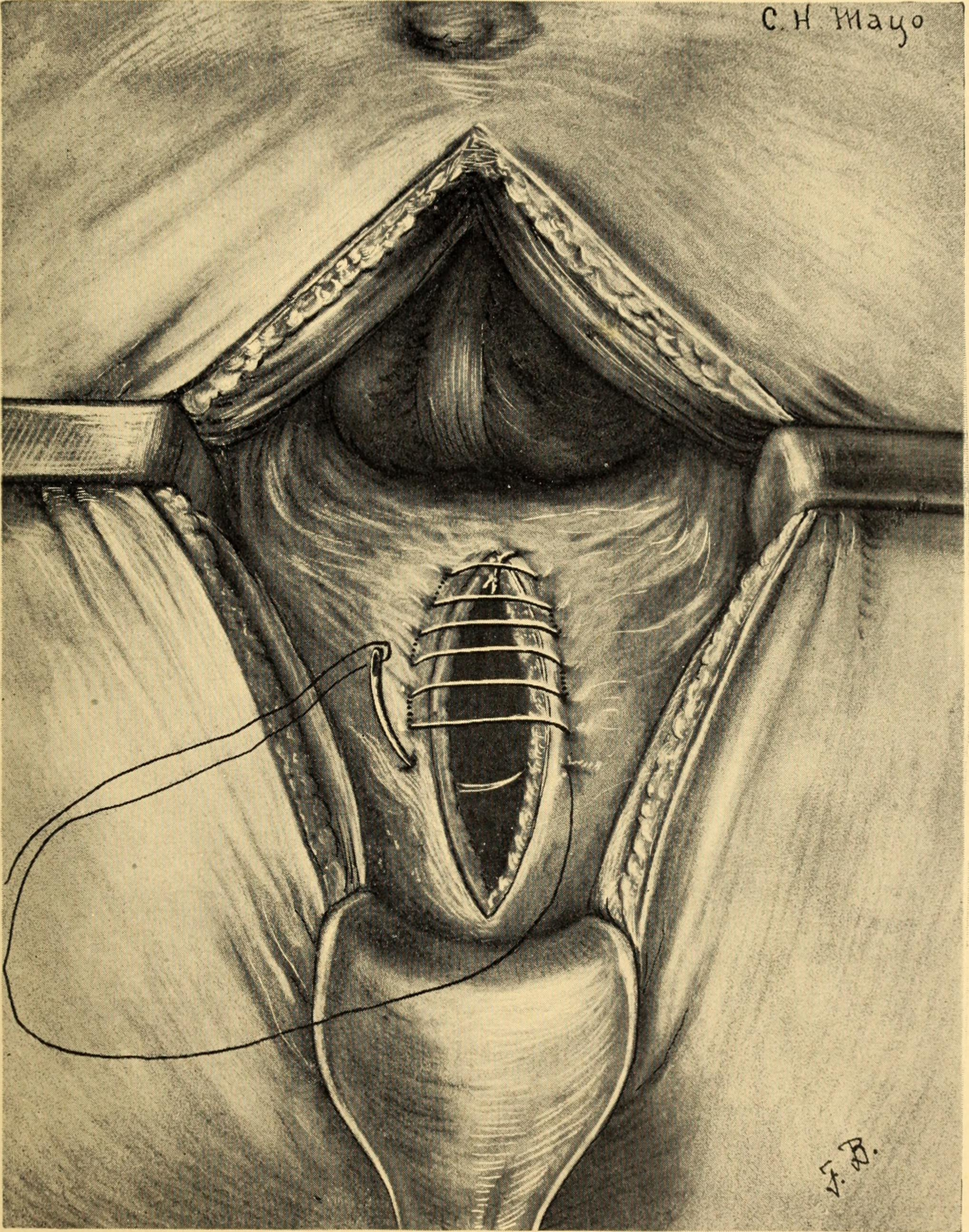
Накладывание шва на белую линию живота, края раны — раздвинуты
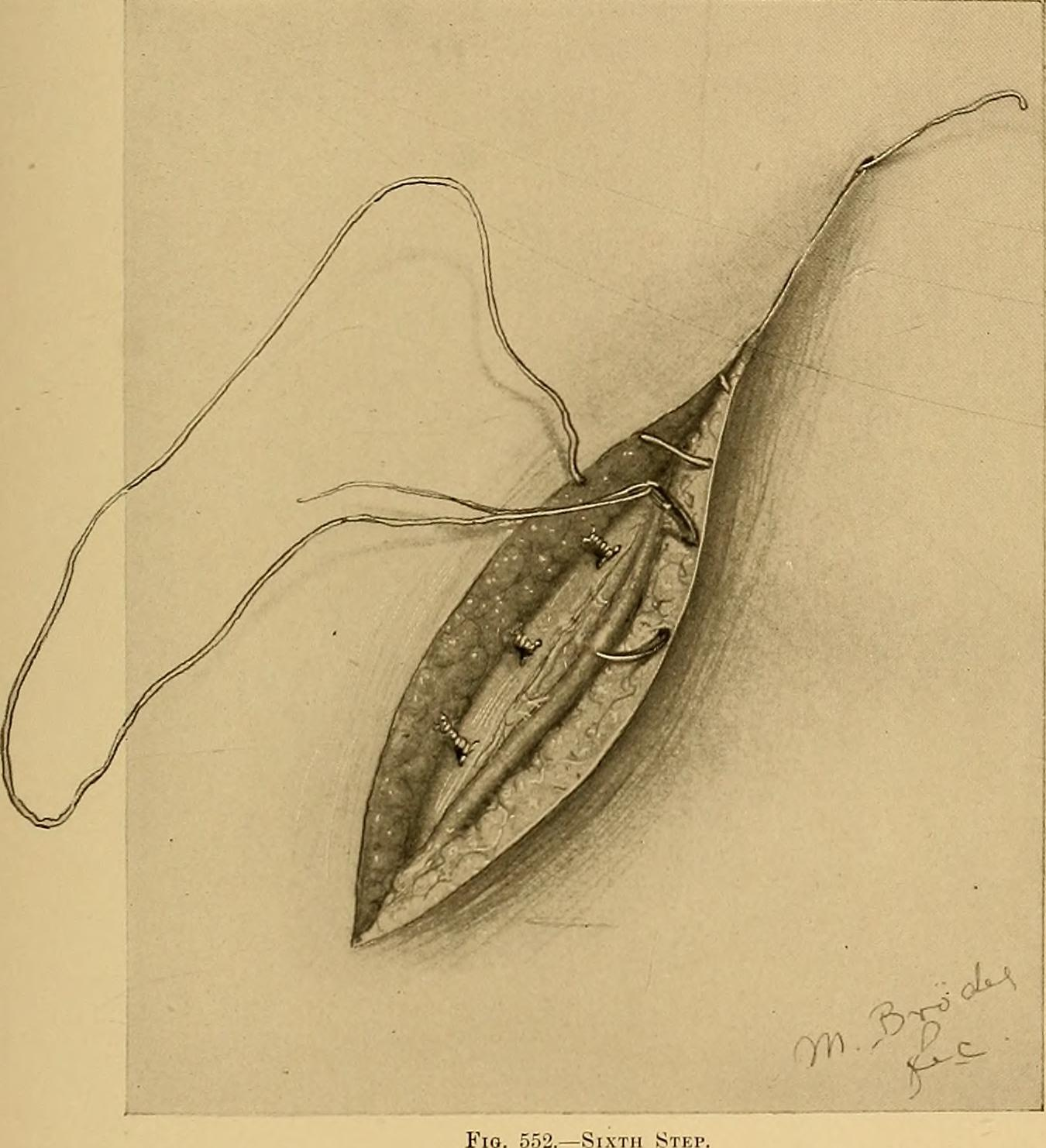
Накладывание внутрикожного косметического шва, в глубине видны узлы швов нижележащих тканей
Горизонтальные матрацные швы кожи
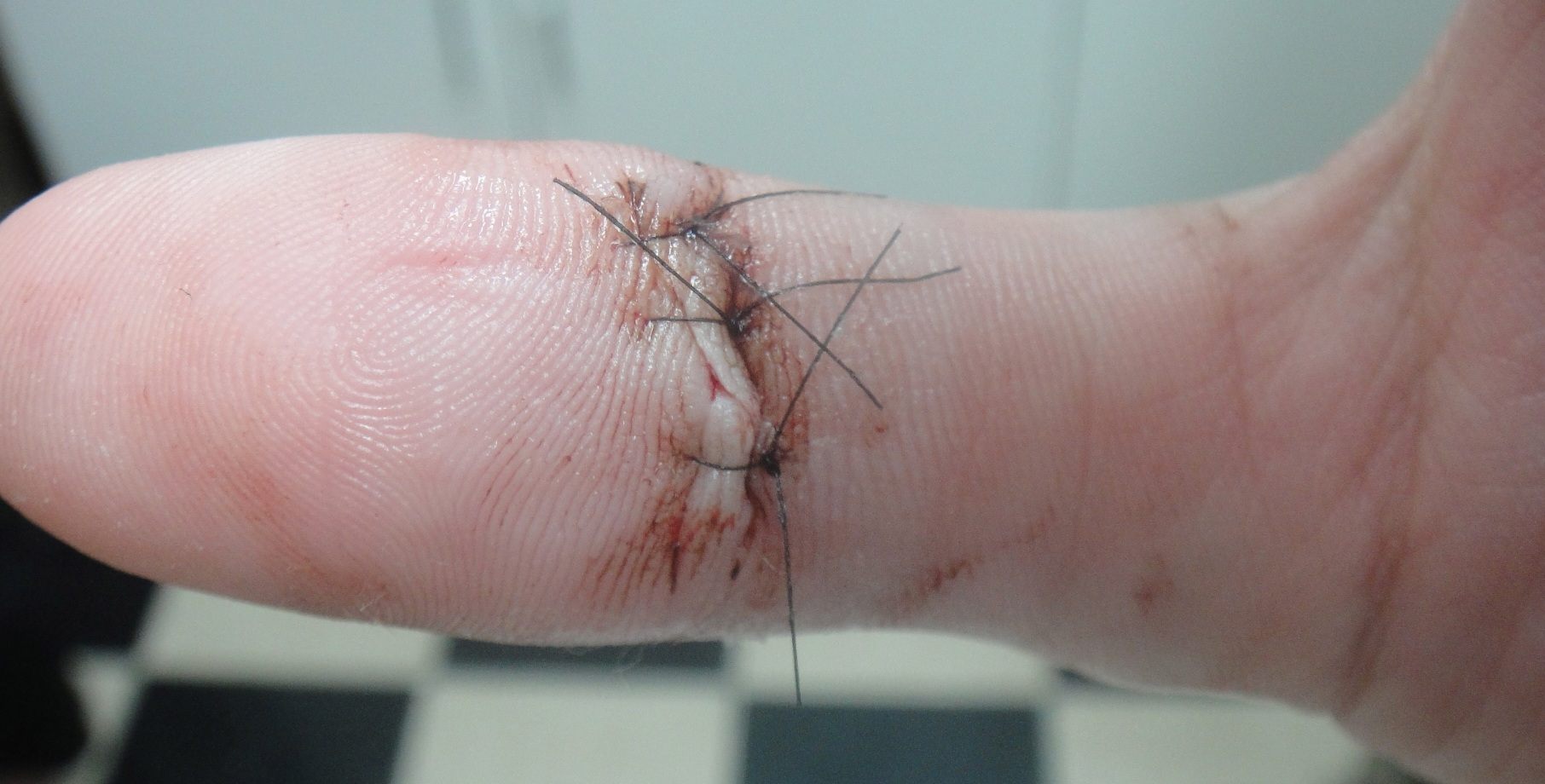
3 шва, наложенные на кожу большого пальца кисти